# 137082 Maurobachini
137082 Maurobachini este un asteroid din centura principală de asteroizi.

## Descriere
137082 Maurobachini este un asteroid din centura principală de asteroizi. A fost descoperit pe 12 decembrie 1998 la San Marcello Pistoiese de Luciano Tesi și Giuseppe Forti. Asteroidul prezintă o orbită caracterizată de o semiaxă mare de 2,61 ua, o excentricitate de 0,11 și o înclinație de 13,9° în raport cu ecliptica.